# Penicillium sclerotigenum
Penicillium sclerotigenum är en svampart som beskrevs av T. Yamam. 1955. Penicillium sclerotigenum ingår i släktet Penicillium och familjen Trichocomaceae.   Inga underarter finns listade i Catalogue of Life.